# Кут (Хмельницкая область)
Кут (укр. Кут; до 2025 года — Червоный Кут) — село в Хмельницком районе Хмельницкой области Украины.
Население по переписи 2001 года составляло 119 человек. Почтовый индекс — 31222. Телефонный код — 3845. Занимает площадь 0,346 км². Код КОАТУУ — 6820986204.

## Местный совет
31222, Хмельницкая обл., Хмельницкий р-н, с. Поповцы